# Delphacodes acuministyla
Delphacodes acuministyla är en insektsart som beskrevs av Dozier 1926. Delphacodes acuministyla ingår i släktet Delphacodes och familjen sporrstritar. Inga underarter finns listade i Catalogue of Life.